# 亨頓鎮區 (阿肯色州阿肯色縣)
亨頓鎮區（英語：Henton Township）是位於美國阿肯色州阿肯色縣的一個行政鎮區。

## 地方資料
亨頓鎮區的面積為80.88平方千米，當中陸地面積為79.53平方千米，而水域面積為1.35平方千米。根據2010年美國人口普查的數據，當地共有人口496人，而人口密度為每平方千米6.13人。